# 1116 Catriona
1116 Catriona је астероид главног астероидног појаса са пречником од приближно 39,12 .
Афел астероида је на удаљености од 3,593 астрономских јединица (АЈ) од Сунца, а перихел на 2,248 АЈ.
Ексцентрицитет орбите износи 0,230, инклинација (нагиб) орбите у односу на раван еклиптике 16,535 степени, а орбитални период износи 1823,485 дана (4,992 године).
Апсолутна магнитуда астероида је 9,70 а геометријски албедо 0,152.
Астероид је откривен 5. априла 1929. године.